# Тото, Пеппино и распутница
Тото, Пеппино и распутница (итал. Totò, Peppino e la… malafemmina) — итальянская комедия. Фильм 1956 года с Тото в главной роли.

## Сюжет
Братья Антонио и Пеппино Капони — грубые землевладельцы, живущие в Южной Италии. Антонио расточителен и крадет деньги своего скупого брата. Джанни, сын их сестры Лючии, изучает медицину в Неаполе, когда он влюбляется в Марису, танцовщицу ревю, и следует за ней в Милан.
Новость приходит в семью с анонимным письмом, и три брата отправляются в Милан в попытке прекратить отношения, которые они считают опасными. Антонио и Пеппино пытаются подкупить Марису от Джанни, но он уговаривает ее вернуться, заставляя ее плакать с песней «Malafemmina», и Мариса понимает, что она хорошая девочка. В конце концов она покидает мир ревю, переезжает в их деревню и выходит замуж за Джанни.